# HD 231701
HD 231701 ist ein etwa 350 Lichtjahre von der Erde entfernter Hauptreihenstern der Spektralklasse F8 im Sternbild Sagitta. Er besitzt eine scheinbare Helligkeit von 9,0 mag. Im Jahre 2006 entdeckte Debra Fischer einen extrasolaren Planeten, der diesen Stern umkreist: HD 231701 b.
Im Rahmen der NameExoWorlds-Kampagne zum 100-jährigen Bestehen der IAU erhielt der Stern den Eigennamen Uruk und der Exoplanet den Eigennamen Babylonia.